# Atractocerus ater
Atractocerus ater is een keversoort uit de familie Lymexylidae. De wetenschappelijke naam van de soort is voor het eerst geldig gepubliceerd in 1895 door Kraatz.